# Abuko
Abuko est une ville de la division de la côte ouest de la Gambie, à huit kilomètres au sud-ouest de la capitale Banjul. Elle est située dans le district de Kombo Nord/Saint Mary au nord de l'aéroport international de Banjul et de la réserve naturelle d'Abuko.

## Emplacement
Abuko est une ville de l’ouest de la Gambie, située à environ 15 km au sud-ouest de Banjul à vol d’oiseau, et à environ 20 à 25 km par la route. Elle se trouve dans la division de la côte ouest, dans la partie occidentale du pays. En 2012, elle comptait 6 572 habitants. La zone autour d'Abuko est très peuplée, avec 1 056 personnes par kilomètres carré. La grande ville la plus proche est Serrekunda à 4.5 kilomètres au nord-ouest d'Abuko. La ville abrite l'Abuko United FC.
Les 105 hectares de la réserve naturelle d'Abuko, créée en 1968, se trouvent au sud de la ville. C'est l'attraction touristique la plus visitée de Gambie, avec plus de 30 000 visiteurs par an[réf. nécessaire]. La réserve contient une forêt tropicale à canopée près du ruisseau Lamin, laissant place à la savane guinéenne plus loin de l'eau. La réserve abrite de nombreuses espèces d'oiseaux, quatre espèces de primates et une variété de reptiles[réf. nécessaire].
Abuko est à 15 mètres au-dessus du niveau de la mer. Le terrain environnant est principalement plat. Le point le plus élevé à proximité atteint une altitude de 26 mètres. Il se trouve à 1 kilomètre au sud d'Abuko. La végétation autour d'Abuko est presque entièrement constituée de champs. Les péninsules et les îles sont courantes dans la région.

## Climat
Abuko
Abuko a un climat de savane. La température moyenne est de 24°C . Le mois le plus chaud est avril, avec 27°C et le mois le plus froid est juillet, avec 22°C. Les précipitations annuelles moyennes sont 1 148 mm de pluie. Le mois le plus humide est août, avec 449 mm de pluie, et le mois le plus sec est février, avec 1 mm de pluie.